# ShenWei
ShenWei (chinois : 申威 ; pinyin : shēnwēi), ou SunWay est une série de microprocesseurs développée par Jiāngnán Computing Lab (江南计算技术研究所) à Wuxi, province du Jiangxi, en République populaire de Chine.
Certaines versions s'inspirent de la micro-architecture du DEC Alpha,.
Un processeur de la série équipe en juin 2016, le Sunway TaihuLight, supercalculateur entré en première position au classement TOP500 de juin 2016 et également situé à Wuxi qui atteint 93 PFLOPS de performance.
Le système d'exploitation Sunway RaiseOS dérivé de Linux, ainsi que des compilateurs C/C++ et FORTRAN, et des bibliothèques mathématiques ont été portées sur cette architecture.

## ShenWei SW-1
- Première génération, 2006
- Un seul cœur
- 900 MHz

## ShenWei SW-2
- Seconde génération, 2008
- Double cœur
- 1 400 MHz
- Processus SMIC 130 nm
- 70–100 W

## ShenWei SW-3 / SW1600
- Troisième génération, 2010
- 16-cœurs, 64-bit RISC [4]
- 975–1 200 MHz [4]
- processus 65 nm
- 140,8 GFLOPS à 1,1 GHz
- Capacité mémoire maximum : 1 Go
- Pic de débit mémoire : 68 Go/s
- Quatre canaux 128-bit DDR3
- Quatre-issue superscalaire
- Deux unités d'exécution de calcul sur les nombres entiers et deux de calcul sur les nombres flottants
- pipeline de nombres entiers sur sept niveaux et pipeline de nombres flottants sur 10 niveaux
- adressage virtuel 43-bit et adressage physique 40-bit
- Jusqu'à 8 To de mémoire virtuelle et 1 To de mémoire physique
- Cache de 1er niveau : cache instruction de 8 Ko et cache de donnée de 8 Ko également[4]
- Cache de 2e niveau : 96 Ko[4]
- Bus système 128-bit

## ShenWei SW26010
- Quatrième génération, 2016
- Processeur RISC 64-bit
- 4 cœurs par grappe
- Architecture proche du processeur Cell, dont chaque cœur comporte un processeur général couplé avec 64 processeurs vectoriels SIMD
- Exécution dans le désordre
- Cache simplifié, 16 Ko d'instruction par processeur, sur les 64 Ko de grappe de 4.